# Lovenella clausa
Lovenella clausa är en nässeldjursart som först beskrevs av Sven Lovén 1836.
Lovenella clausa ingår i släktet Lovenella och familjen Lovenellidae. Det är osäkert om arten förekommer i Sverige. Inga underarter finns listade i Catalogue of Life.